# 准-赫姆奇克区
准-赫姆奇克区（俄语：Дзун-Хемчи́кский кожуун）是俄罗斯图瓦共和国的一个区。该区在图瓦语中意思是“赫姆奇克之左”，因位于赫姆奇克河左岸而得名。旗下辖一镇和十一村，行政中心为恰丹。

## 历史
1765年纪成立，当时名为达旗，1929年改为现名。
1961年4月11日，蘇特霍爾區并入该区。1983年4月25日，蘇特霍爾區分出，再次成为独立的区。